# Marjorie Boulton
Marjorie Boulton (7. května 1924 Teddington – 30. srpna 2017) byla anglická profesorka, básnířka, spisovatelka a esperantistka. Byla první členkou-ženou mezinárodní esperantské akademie. Odešla do Oxfordu na Somervilleové kolej (Somerville College).

## Dílo

### Esperantská literatura
- Kontralte 1955)
- Kvarpieda kamerado 1956
- Cent gxojkantoj 1957
- Eroj kaj aliaj 1959
- Virino cxe la landlimo 1959
- Zamenhof, auxtoro de Esperanto 1962
- Dek du piedetoj 1964
- Okuloj 1967
- Nia sango: teatrajxo por ok personoj 1970
- Ni aktoras : tri komedietoj 1971
- Rimleteroj korespondajxoj kun William AULD 1976
- Poeto fajrokora: la verkaro de Julio BAGHY 1983
- Faktoj kaj fantazioj 1984
- Ne nur leteroj al plum-amikoj: Esperanta literaturo – fenomeno unika (1984)
- Du el 1985